# Kristoffer and the Harbour Heads
Kristoffer and the Harbour Heads ist eine schwedische Indie-Pop-Band aus Göteborg. Die Band wurde 2010 gegründet und ist zurzeit bei Ferryhouse und Kning Disk unter Vertrag.

## Geschichte
Bevor sich die Band 2010 gründete, war der Lead-Sänger Kristoffer Ragnstam in Schweden als Singer-Songwriter aktiv. Nach der Veröffentlichung seines Solo-Albums Sweet Bills im April 2008 wurde Ragnstam in Musikkreisen als der schwedische Beck betitelt. Emil C. Rinstad und Joel Lundberg arbeiteten bereits unter dem Namen Harbour Heads zusammen.
Unter der Mitarbeit des US-amerikanischen Produzenten Ryan Kelly, der bereits mit Künstlern wie Lou Reed zusammenarbeitete, entstand Anfang 2012 das Album Little Goes a Long Way, das im Februar 2012 bei dem Label Ferryhouse Productions veröffentlicht wurde. Der Stil des Albums erstreckt sich über Indie-Pop und Folk-Pop und enthält Elemente der 1960er und 1970er Jahre. Nach einer Tour als Vorband für Mumford & Sons tourte die Band im April 2012 durch Deutschland und absolviert von September bis Dezember 2012 eine neuerliche Tour mit Stationen in Frankreich, Österreich, der Schweiz und Deutschland.

## Diskografie

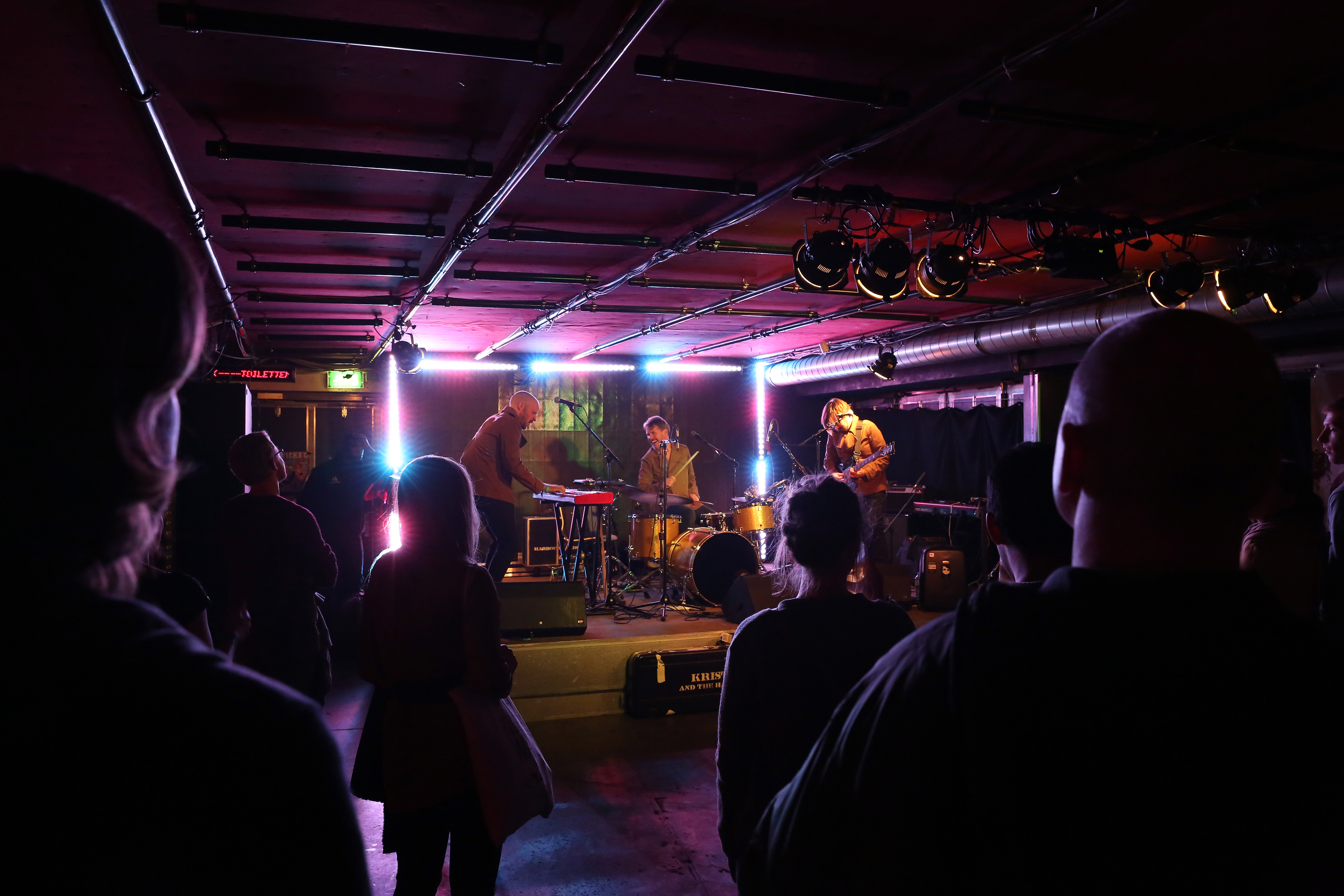
Kristoffer and the Harbour Heads (Waves Vienna 2013)

### Alben
- 2012: Little Goes a Long Way

### Singles
- 2012: We Are All Different
- 2012: Whyte And Black